# L'Isle-Adam
L'Isle-Adam es una comuna francesa, situada en el departamento de Valle del Oise y la región de Isla de Francia. Sus habitantes se nombran como los Adamois.

## Geografía
L'Isle-Adam es una población del extrarradio noroeste de París, situada en la orilla del río Oise, junto al bosque.

## Demografía
| 1 309 | 1 379 | 1 155 | 1 324 | 1 613 | 1 542 | 1 702 | 1 708 | 1 913 | 2 228 | 2 442 | 2 660 | 2 792 | 3 032 | 3 337 | 3 470 | 3 538 | 3 639 | 3 785 | 3 945 | 4 109 | 4 243 | 4 270 | 4 074 | 4 160 | 4 682 | 5 891 | 6 920 | 9 971 | 9 479 | 9 979 | 11 163 | 11 466 |
| Para los censos de 1962 a 1999 la población legal corresponde a la población sin duplicidades (Fuente: INSEE [Consultar]) |       |       |       |       |       |       |       |       |       |       |       |       |       |       |       |       |       |       |       |       |       |       |       |       |       |       |       |       |       |       |        |        |

## Historia
La población gala que fue el núcleo de origen de la ciudad tomó de nombre Novigentum bajo la ocupación romana, es por esto por lo que el barrio histórico de L'Isle-Adam lleva actualmente el nombre de Nogent.
Más tarde, para detener la invasión normanda, el rey de Francia hizo construir el castillo-fortaleza, en 825 sobre la isla cerca de la población de Nogent.
Destruida y después reconstruida, el castillo se confió al señor Adam.
La zona alrededor del castillo fue tomando poco a poco el nombre de L'Isle-Adam y la isla misma tomó este nombre.
Por extensión, la población que se ha desarrollado entre l'île y Nogent conserva el nombre de L'Isle-Adam. 
Actualmente, Nogent es un barrio de L'Isle-Adam.

## Puentes
- Le pont du Cabouillet del siglo XVI, se encuentra en el centro de la población, en la isla, permitiendo el acceso al núcleo de Parmain

## Economía
L'Isle-Adam es primordialmente una ciudad residencial.
- Su mercado es uno de los más grandes y activos de la región.
- El centro comercial de Grand Val se encuentra en su término.

## Administración
L'Isle-Adam es cabeza de partido de su cantón.

## Personajes célebres

### Balzac
El escritor Honoré de Balzac se trasladó a L'Isle-Adam en 1827 después de una invitación por parte del alcalde.
En una carta dirigida a su hermana, escribió: «Tu sais que L'Isle-Adam est mon paradis terrestre.»
Escribió La physiologie du mariage en la L'Isle-Adam.
Un parque lleva su nombre.

### Auguste Villiers de l'Isle-Adam
Escritor simbólico. Sus obras son de estilo romántico, fantásticas de trama y llenas de misterio y horror.
Escribió entre otros: Axel (revisión, 1890), la novela L'Ève future (1886), la colección de historias breves, Contes cruels (1883, tr. Sardonic Tales, 1927).

### Philippe de Villiers
Gran maestre de la orden de los "Hospitaliers de Saint-Jean de Jérusalem".
Hijo mayor de Jacques de Villiers, señor de l’Isle-Adam.

### Jacques-Henri Lartigue
Se ha creado un museo que lleva su nombre, para acoger las obras que donó a la ciudad

### El Abad Henri Breuil
El famoso Abad, Arqueólogo y Prehistoriador, Henri Breuil, pasó los últimos años de su vida en esta localidad.

## Monumentos y lugares turísticos
- La Plage es la playa fluvial más grande de Francia.
- Le marché es uno de los mejores mercados de la región
- El puente de Cabouillet
- La iglesia
- La table de Cassan
- El Pabellón chino
- El Ayuntamiento, y su anejo, Le Castelrose
- El centro de arte J-H Lartigue
- El museo Louis Senlecq

## Educación
- Collège Pierre et Marie Curie
- Lycée Fragonard